# José Cardozo
José Saturnino Cardozo Otazú (Nueva Italia, 19. ožujka 1971.) je paragvajski nogometni trener i bivši nogometaš. Trenutačno je trener kluba Veracruza.

## Karijera

### Klupska karijera
Profesionalnu karijeru je započeo 1988. u River Plateu  iz Asuncióna. Od 1990. do 1992. godine igrau u švicarskom St. Gallenu. U Južnu Ameriku vraća se 1992. kada pristupa čileanskom Universidad Católica s kojim 1993. dolazi do finala Copa Libertadores. Naredne dvije godine odigrava 41 utakmicu za Olimpiju Asunción i postiže 27 pogodaka. 1995. godine prelazi u meksičku Tolucu za koju u narednih deset godina odigrava 332 utakmice i postiže 249 pogodaka. Iz Toluce je 2001. godine bio na posudbi u Cruz Azulu. Karijeru završava 2006. godine u argentinskom San Lorenzu. U karijeri je postigao 342 pogotka.
Dok je nastupao za Tolucu Cardozo je tri puta izabran kao paragvajski nogometaš godine (2000., 2002. i 2003.), a 2002. godine proglašen je južnoameričkim nogometašem godine.

### Reprezentativna karijera
Za reprezentaciju Paragvaja nastupio je u 83 susreta u kojima je postigao 25 pogodaka što ga čini najboljim strijelcem u povijesti paragvajske reprezentacije. Za reprezentaciju je nastupio na dvama svjetskim prvenstvima, 1998. u Francuskoj i 2002. u Japanu i Južnoj Koreji. Na OI 2004. u Ateni s reprezentacijom je osvojio srebro.

### Trenerska karijera
Nakon okončanja igračke karijere počeo se baviti trenerskim poslom. U studenom 2006. imenovan je kao privremeni trener paragvajske Olimpije nakon što je njegov prethodnik,  Oscar Paulin, dobio otkaz zbog loših igara momčadi. Tu je ostao do naredne godine. Još je u dva navrata (2009. – 2011. i 2012. – 2013.) trenirao isti klub. U međuvremenu je trenirao meksički Querétaro F.C. iz istoimenog grada.